# Юрченко, Давид Викторович
Дави́д Ви́кторович Ю́рченко (род. 27 марта 1986, Ашхабад) — армянский и российский футболист, вратарь.

## Биография
Родился 27 марта 1986 года в Ашхабаде Туркменской ССР. В возрасте восьми лет с семьёй переехал в Тверь, где начал заниматься футболом в детской команде «Волги». В 10-летнем возрасте с родителями уехал жить в Москву, там попал в школу «Спартака». Ещё через год попал в московский «Локомотив».

## Клубная карьера
В 2004 году выступал за клуб второго дивизиона России «Титан» Москва, следующие два года провёл в латвийском «Металлурге» Лиепая. В 2007 году Юрченко был игроком минского «Динамо» (11 игр в чемпионате Беларуси). В начале 2008 года был приглашён в клуб российской премьер-лиги «Крылья Советов» Самара, 8 февраля с вратарём был подписан четырёхлетний контракт. 6 августа 2008 года дебютировал в основном составе в матче 1/16 финала Кубка России 2008/09 с клубом «Газовик» Оренбург. В премьер-лиге дебютировал 13 марта 2010 года в матче против «Зенита».
4 января 2012 года подписал контракт с саранской «Мордовией». 22 июня 2013 года подписал контракт с клубом «Уфа». По итогам чемпионата России сезона 2014/15 Юрченко 5 раз подряд признавался игроком месяца и был назван болельщиками лучшим игроком команды В феврале 2016 Юрченко перешёл в махачкалинский «Анжи» на правах аренды. Летом 2016 подписал трёхлетний контракт с клубом. Перед сезоном 2017/18 перешёл в клуб «Тосно». 18 апреля 2018 года помог клубу обыграть московский Спартак в полуфинале Кубка России 2017/18, отразив удары Фернандо и Дениса Глушакова в серии послематчевых пенальти. 9 мая стал обладателем Кубка.
В июне 2018 года клуб «Тосно» прекратил своё существование, и Юрченко перешёл в красноярский «Енисей». По окончании сезона покинул клуб. В январе 2020 года подписал контракт с казахстанским клубом «Шахтёр» Караганда, дебютировал 1 июля.
16 января 2021 года подписал контракт с клубом «Алашкерт» из Армении где стал чемпионом Армении . 2022 год Давид продолжил карьеру в армянском «Пюнике», где второй раз стал чемпионом Армении. В составе «Пюника» удалось выйти в квалификацию Лиги Чемпионов, Лиги Европы и  лиги Конференций.  В 2023 году присоединился к медиафутбольной команде «Бей Беги». Играл также за «Металлург-Видное», из которого перешёл в грузинский «Телави».

## Сборная
Выступая за юношескую сборную России, обратил на себя внимание национальной сборной Туркменистана, но сделал свой выбор в пользу сборной России. Также на голкипера «Уфы» выходили из федерации футбола Армении с предложением играть за сборную, так как мать футболиста является армянкой. В мае 2018 президент федерации футбола Армении Рубен Айрапетян заявил, что Юрченко принял приглашение сборной Армении. В феврале 2020 года Юрченко принял решение сменить футбольное гражданство и выступать за сборную Армении.
Дебютировал за сборную Армении под первым номером 5 сентября 2020 года в матче против Северной Македонии в рамках Лиги наций 2020/21 (1:2). В национальной сборной провел 22 официальных матча.

## Личная жизнь
Женат, в браке воспитывает двух дочерей.

## Достижения

### Командные достижения
«Мордовия»
- Победитель ФНЛ: 2011/12

«Тосно»
- Обладатель Кубка России: 2017/18

### Личные достижения
- Лучший игрок месяца в «Уфе» (5): 2014/15
- Игрок года в «Уфе»: 2014/15